# Cubitaletunnelsyndroom
Het cubitaletunnelsyndroom is een aandoening waarbij de elleboogzenuw (nervus ulnaris) beklemd is in de cubitale tunnel, een ruimte in de elleboog waar deze zenuw door loopt. Het cubitaletunnelsyndroom hoort tot de klachten die gerangschikt worden onder CANS (complaints of arms neck and shoulder).
Klachten van het syndroom betreffen tintelingen van de pink en de zijde van de ringvinger tegen de pink aan, en buitenzijde van de hand; de gewaarwording van het aanstoten van het 'telefoonbotje'.
Het cubitaletunnelsyndroom kan indien nodig operatief verholpen worden door het vrijleggen (ulnarisneurolyse) of omleggen (ulnaristranspositie) van de nervus ulnaris. Dit is zelden nodig: meestal volstaat het mensen met deze klachten te adviseren met hun elleboog niet meer zo te gaan zitten dat er druk op de zenuw wordt uitgeoefend. Het herstel kan dan echter nog enige maanden duren. Alleen als dit niet helpt kan er sprake zijn van een 'echt' cubitaletunnelsyndroom.